# Malta op het Eurovisiesongfestival 2000
Malta nam deel aan het Eurovisiesongfestival 2000 in Stockholm (Zweden). Het was de dertiende deelname van het land op het Eurovisiesongfestival. Public Broadcasting Services (PBS) was verantwoordelijk voor de Maltese bijdrage voor de editie van 2000.

## Selectieprocedure
Er werd gekozen om een nationale finale te organiseren en deze vond plaats op 15 februari. 
In totaal deden er 16 artiesten mee aan deze finale en de winnaar werd gekozen door een jury van experts.

| Volgorde | Lied                                     | Artiest                  | Punten | Plaats |
| 1        | "Going strong"                           | Konrad Pule'             | 51     | 11     |
| 2        | "Let's try love once more"               | Alwyn Borg Myatt         | 67     | 7      |
| 3        | "I wanna love you"                       | Olivia Lewis             | 59     | 9      |
| 4        | "One day (a light will shine from here)" | Paula                    | 39     | 14     |
| 5        | "I have given all to you"                | Marvic Lewis             | 57     | 10     |
| 6        | " My friends"                            | Gianni Zammit            | 40     | 13     |
| 7        | "Home-grown tenderness"                  | Cisio (Tarcisio Barbara) | 45     | 12     |
| 8        | "Desire"                                 | Claudette Pace           | 122    | 1      |
| 9        | "Come into my life"                      | Rita Pace                | 16     | 16     |
| 10       | "Shine"                                  | Ira Losco                | 70     | 6      |
| 11       | "We can touch the wind"                  | Rita Pace                | 33     | 15     |
| 12       | "Only for you"                           | Olivia Lewis             | 74     | 5      |
| 13       | "Our love"                               | Priscilla                | 93     | 3      |
| 14       | "Change of heart"                        | Fabrizio Faniello        | 104    | 2      |
| 15       | "Falling in love"                        | Ira Losco                | 67     | 7      |
| 16       | "The only one                            | Paul Giordimaina         | 82     | 4      |

## In Stockholm
In Zweden moest Malta optreden als 7de, net na Roemenië en voor Noorwegen. Op het einde van de puntentelling bleken ze op een achtste plaats te zijn geëindigd met 73 punten.
Nederland en België hadden allebei 1 punt over voor deze inzending.

### Gekregen punten

#### Finale
| 12 punten | 10 punten | 8 punten                                             | 7 punten                                       | 6 punten                                |
| --------- | --------- | ---------------------------------------------------- | ---------------------------------------------- | --------------------------------------- |
|           |           | - Cyprus - Kroatië - Noord-Macedonië - Rusland       | - Roemenië                                     |                                         |
| 5 punten  | 4 punten  | 3 punten                                             | 2 punten                                       | 1 punt                                  |
| - Turkije | - Letland | - Duitsland - Denemarken - Ierland - Israël - Zweden | - Noorwegen - Oostenrijk - Verenigd Koninkrijk | - België - Estland - Nederland - Spanje |

### Punten gegeven door Malta

#### Finale
Punten gegeven in de finale:
| 12 punten | Rusland             |
| 10 punten | Ierland             |
| 8 punten  | Denemarken          |
| 7 punten  | Estland             |
| 6 punten  | Verenigd Koninkrijk |
| 5 punten  | Nederland           |
| 4 punten  | Zweden              |
| 3 punten  | Noorwegen           |
| 2 punten  | Oostenrijk          |
| 1 punt    | Cyprus              |